# 史都華·費爾柴德
史都華·亞歷山大·費爾柴德（英語：Stuart Alexander Fairchild，1996年3月17日—），為臺裔美籍美國職棒大聯盟的外野手，目前效力於坦帕灣光芒。他先前曾效於紅人、響尾蛇、水手、巨人與勇士等隊。
在2017年的MLB選秀會，於第二輪第38順位被辛辛那提紅人隊選入。在2018年效力於1A的德頓龍和高階1A的戴通納烏龜，在130場比賽中共打出了9個全壘打、57個打點和23次盜壘。
2021年7月14日，在亞利桑那響尾蛇隊時期首次升上大聯盟，但在2022年季初遭到響尾蛇指定讓渡，後被西雅圖水手以現金交易過去，但是僅打3場比賽就再次被指定讓渡，經由交易後到了舊金山巨人，但是又被指定讓渡第3次，在同年6月11日才被當時選秀選中他的紅人隊撿走，並在7月12日再次升上大聯盟。

## 外部連結
- 史都華·費爾柴德的Instagram帳戶
- 史都華·費爾柴德在美國職棒官網（英语）
- 史都華·費爾柴德在Baseball-Reference.com（大聯盟）（英语）
- 史都華·費爾柴德在Baseball-Reference.com（小聯盟以及海外聯盟）（英语）
- 史都華·費爾柴德在ESPN（MLB）（英语）
- 史都華·費爾柴德在FanGraphs.com（英语）
- 史都華·費爾柴德在Retrosheet（英语）
- 史都華·費爾柴德在The Baseball Cube（英语）